# Keri Hulme

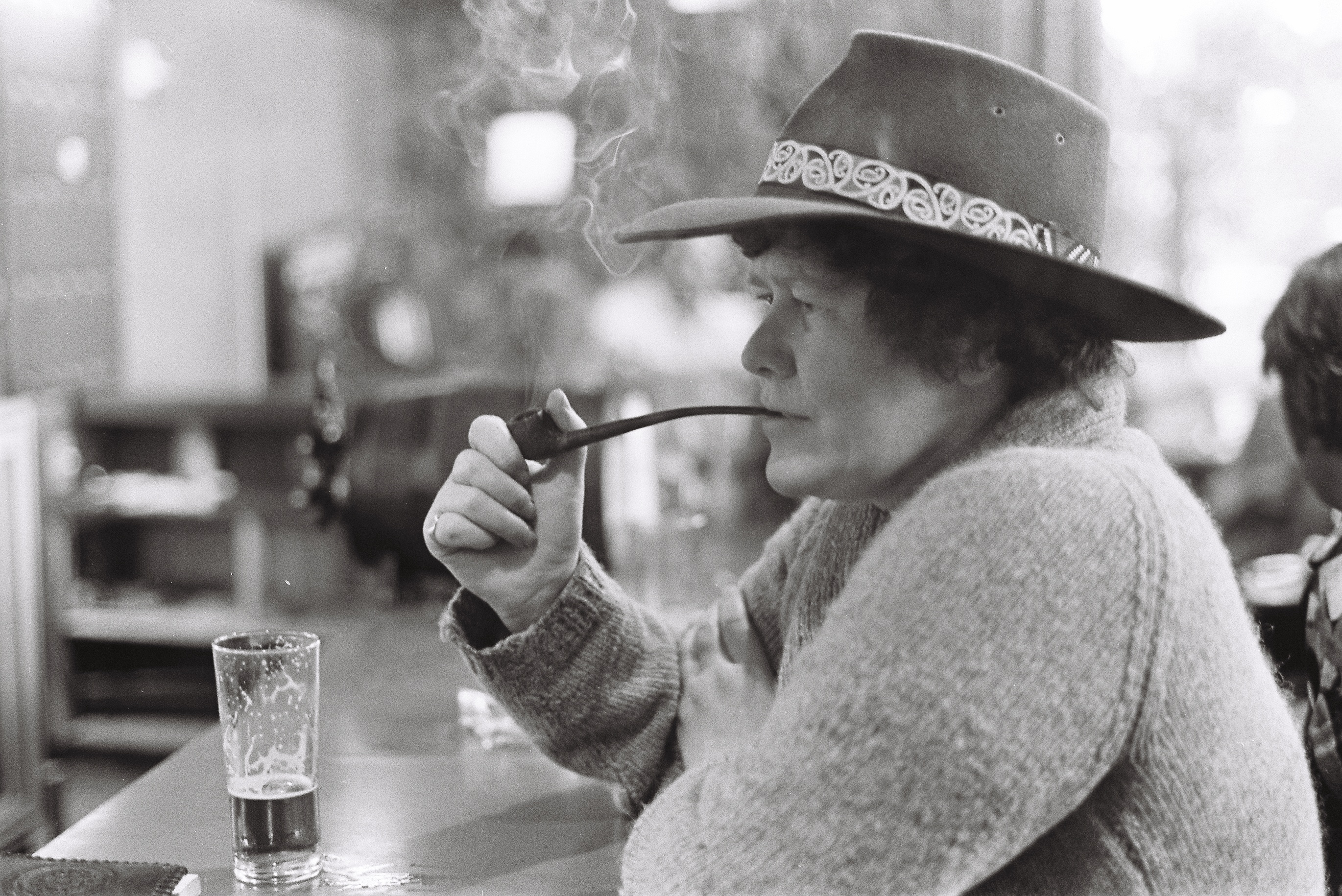
Keri Hulme (1983)

Keri Hulme (* 9. März 1947 in Christchurch; † 27. Dezember 2021 in Waimate) war eine neuseeländische Schriftstellerin.

## Leben
Keri Hulme wurde 1947 als ältestes von sechs Kindern in Christchurch, Neuseeland geboren. Ihre Vorfahren waren schottisch-englische Einwanderer bzw. mütterlicherseits Māori.
Ihre erste Schule war die North Brighton Primary, anschließend besuchte sie die Aranui High School. Als sie 11 Jahre alt war, starb ihr Vater. 1967/1968 studierte sie an der Universität von Canterbury Jura, musste das Studium aber aus finanziellen Gründen abbrechen. Sie schlug sich mit Gelegenheitsarbeiten durch, als Tabakpflückerin, Köchin und Postangestellte, aber auch mit Arbeiten am Bau und in der Fischerei. Im Alter von 25 Jahren bezog sie ein einsames Haus in Okarito an der Westküste der Südinsel Neuseelands, um dort ungestört schreiben, lesen, malen und fischen zu können.
Keri Hulme wurde insbesondere mit ihrem Roman The Bone People (deutsch Unter dem Tagmond) bekannt, für den sie 1985 den Booker Prize erhielt. Auf Deutsch erschien 1989 u. a. auch ein Band mit Erzählungen unter dem Titel Der Windesser. Te Kaihau (im Original Te Kaihau: The Windeater).
Keri Hulme starb im Dezember 2021 im Alter von 74 Jahren.

## Werke
- Bait.
- Stonefish.
  - Steinfisch. Übers. Christel Dormagen. Fischer Taschenbuch Verlag, Frankfurt am Main 2012, ISBN 978-3-596-51250-8.
- Lost Possessions.
- Strands.
- Te Kaihau: The Windeater.
  - Der Windesser. Te Kaihau. Übers. Christine Frick-Gerke. S. Fischer, Frankfurt am Main 1989, ISBN 3-10-031903-6.
- The Bone People.
  - Unter dem Tagmond. Übers. Joachim A. Frank S. Fischer. Frankfurt am Main 1987, ISBN 3-10-031902-8.
- The Silence Between.